# 砂山町
砂山町（すなやまちょう）は静岡県浜松市中央区の町名。丁番を持たない単独町名である。住居表示未実施。

## 地理
浜松市中央区の中心部、JR浜松駅（JR浜松駅も砂山町内）の南に位置する。東で北寺島町、西で鍛冶町、海老塚二丁目及び海老塚町、南で寺島町、北で旭町及び板屋町と接する。

### 河川
- 新川

### 学区
- 浜松市立双葉小学校
- 浜松市立南部中学校

## 歴史

### 町名の由来
もともと砂の丘で松ばかりであったが、江戸時代中期に開墾が始まって水田が広がるようになった。1882年に八幡地に改称された。町村制施行時に、敷知郡白脇村に編入された。1911年7月1日の市制施行時は大字浜松八幡地だったが、1925年に地番整理により砂山町と命名された。

### 沿革
- 1889年（明治22年）4月1日 - 町村制が施行される。浜松八幡地村が周辺の村と合併し、敷知郡白脇村となる。なお、一部は浜松町へ編入される。旧村名は白脇村の大字として残る[WEB 7][書籍 2]。
- 1896年（明治29年）4月1日 - 郡制施行により、白脇村の所属郡が浜名郡に変更。
- 1904年（明治37年）12月14日 - 白脇村の一部（現在の砂山町・寺島町・北寺島町・龍禅寺町にあたる地域）が浜松町に編入される。
- 1925年（大正14年）5月1日 - 地番整理により、大字制度が廃止される。大字浜松八幡地から砂山町に町名変更を実施。大字浜松八幡地の一部を同時に新設または町名変更した松江町・寺島町・北寺島町・海老塚町の各町に割譲。また大字海老塚・大字鍛冶・大字連尺・大字浜松寺島・大字伝馬の各一部を編入[書籍 3]。
- 2007年（平成19年）4月1日 - 浜松市が政令指定都市となる。砂山町は中区の一部となる。
- 2008年（平成20年）4月1日 - 浜松市立高砂小学校閉校に伴い、学区が浜松市立双葉小学校に変更となる。
- 2024年（令和6年）1月1日 - 浜松市の行政区再編により、砂山町は中央区の一部となる。

## 施設
- JR浜松駅
- 浜松駅ビルメイワン・エキマチ（EAST・WEST・ビックカメラ館）
- 遠鉄百貨店本館、イ・コ・イスクエア
- UP-ON
- ビオ・あつみエピスリー浜松店
- 三井住友銀行浜松支店
- スルガ銀行浜松支店
- 浜松いわた信用金庫駅南支店
- 大和証券浜松支店
- 太陽生命浜松支社
- サーラシティ浜松
- セブン-イレブン（浜松駅南店、浜松駅東店、浜松砂山町店）
- ファミリーマート浜松駅南口店

## 交通

### バス
- 遠鉄バス4中田島線、5三島江之島線：（浜松駅 - ）砂山町公会堂（ - 中田島車庫／南行政センター・遠州浜四丁目（三島町経由） 方面）
- 遠鉄バス3三島江之島線、6大塚線：（浜松駅 - ）砂山東（ - 南行政センター（向宿町経由）／新貝住宅 方面）

### 道路
- 浜松市道曳馬中田島線（中田島街道）
- 浜松市道飯田鴨江線（駅南大通り）
- 浜松市道砂山北寺島2号線（砂山銀座東通り）

## その他

### 警察
警察の管轄区域は以下の通りである。
| 番・番地等                                                                                       | 警察署         | 交番・駐在所 |
| ------------------------------------------------------------------------------------------------ | -------------- | ------------ |
| 全域（一部施設内を除く）                                                                         | 浜松中央警察署 | 駅南交番     |
| JR浜松駅構内、エキマチEAST、エキマチWEST、メイワン、遠鉄百貨店、浜松駅前ピースビル、シティ21ビル | 浜松中央警察署 | 浜松駅前交番 |

### 消防
消防の管轄区域は以下の通りである。
| 番・番地等 | 消防署   | 本署/出張所 |
| ---------- | -------- | ----------- |
| 全域       | 南消防署 | 本署        |

### 書籍
1. ↑  『わがまち文化誌 汽笛・ステンショ・まちこうば』浜松市南部公民館活動推進委員会、1991年3月31日、193頁。
2. ↑  『浜松市史 三』浜松市役所、1980年3月26日、176頁。
3. ↑  『浜松市史 三』浜松市役所、1980年3月26日、355,680頁。

### WEB
1. ↑  “h02_22.csv”.   総務省 (2022年2月10日). 2024年10月4日閲覧。
2. ↑  “chuouku_menseki.xlsx”.   浜松市 (2024年3月12日). 2024年10月4日閲覧。
3. ↑  “静岡県 浜松市中央区 砂山町の郵便番号 - 日本郵便”.   日本郵便. 2025年2月15日閲覧。
4. ↑  “市外局番の一覧”.   総務省 (2022年3月1日). 2024年6月17日閲覧。
5. ↑  “事業所案内及び管轄地域（事務所3件、分室3件）”.   一般社団法人静岡県自動車会議所. 2024年6月17日閲覧。
6. ↑  “住居表示実施状況／浜松市”.   浜松市 (2024年1月4日). 2024年6月17日閲覧。
7. ↑  “historyofcities.pdf”.   静岡県総務部合併推進室・財団法人静岡県市町村振興協会. 2024年9月19日閲覧。
8. ↑  “駅南交番｜静岡県警察”.   静岡県警察 (2024年1月1日). 2024年6月17日閲覧。
9. ↑  “浜松駅前交番｜静岡県警察”.   静岡県警察 (2024年1月1日). 2024年6月17日閲覧。
10. ↑  “消防署の町別管轄「す」／浜松市”.   浜松市 (2020年3月25日). 2024年6月17日閲覧。